# Quartier de Bercy
Pour les articles homonymes, voir Bercy.
Le quartier de Bercy est le 47e quartier administratif de Paris, situé dans le 12e arrondissement.
Située le long de la Seine, cette zone de Paris est l'une des plus anciennement peuplées. Quartier populaire où historiquement arrivaient les marchandises en amont de la Seine, notamment le vin de Bourgogne et le bois du Morvan, il a été profondément restructuré à partir du début des années 1980 avec la construction du palais omnisports de Paris-Bercy en 1984, puis du siège du ministère de l'Économie et des Finances en 1990.

## Situation et accès

Les quatre quartiers administratifs du de Paris.

Le quartier de Bercy est bordé au sud par la Seine, au nord-ouest par le quartier des Quinze-Vingts, au nord par le quartier de Picpus, et à l'est par la commune de Charenton-le-Pont. Le pont de Bercy, le pont de Tolbiac et la passerelle Simone-de-Beauvoir le relient au 13e arrondissement.
Les lignes   et   du métro desservent le quartier par l'intermédiaire des stations Bercy et Cour Saint-Émilion.
En voiture, le quartier est bordé par le périphérique et les voies sur berge. La porte de Bercy constitue le point de départ de l'autoroute A4.
Le quartier est desservi par le tramway par l'arrêt Baron Le Roy de la ligne 3a du tramway et également par les bus 24 et 87.

## Population
La population du quartier est équivalente à celle de l'ancienne commune de Bercy au dernier recensement de 1856 avant rattachement à la Ville de Paris et à la commune de Charenton en 1859. La commune était un peu plus étendue que le quartier mais comprenait une partie encore rurale autour de l'actuelle rue de Wattignies, l'enceinte fortifiée avec sa zone non aedificandi et le vaste espace inhabité du parc du château de Bercy actuellement sur le territoire de Charenton.
Parmi les quartiers de Paris, la densité de population de Bercy est l'une des plus faibles car son territoire comprend une majorité d'espaces non résidentiels, le siège du Ministère de l'Économie et des Finances, Palais omnisports de Bercy, Parc de Bercy, installations ferroviaires (anciennes messageries du Charolais, gare de Bercy, Technicentre de Paris-Sud-Est, gare de la Rapée), et l'échangeur autoroutier de la porte de Bercy.

## Historique
Le quartier de Bercy s'étend principalement ;
- entre le boulevard de Bercy, la rue de Bercy et la Seine jusqu'à l'actuelle avenue des Terroirs-de-France sur le territoire des anciens chais installés à partir de la fin du XVIIIe siècle à l'extérieur de la barrière d'octroi de la Rapée, restructurés par la Ville de Paris en 1877 et remplacés à la fin du XXe siècle par le palais omnisports de Bercy, le parc de Bercy, Bercy-village, la cinémathèque française et des immeubles au nord du parc.
- entre le quai de Bercy, l'avenue des Terroirs-de-France, le boulevard périphérique et la rue de Charenton sur une partie de l'ancien vaste domaine  du château de Bercy qui s'étendait au-delà des limites de Paris jusqu'à Charenton. La partie du parc  à Paris sur le territoire de l'actuel 12ème arrondissement a disparu au milieu du  XIXe siècle. Ses terrains ont été acquis successivement, en 1842 pour la construction de l'enceinte de Thiers, en 1847 par la Compagnie du chemin de fer de Paris à Lyon pour le passage de la voie ferrée en bordure de la rue de Charenton, en 1852  pour établir la gare de la Rapée, la ligne de petite Ceinture, la gare de marchandises de Bercy-Charenton et les voies de raccordement. La partie de ce territoire entre les voies de la ligne Paris-Lyon et le quai de Bercy, de part et d'autre du boulevard Poniatowski, desservie par la station Baron Le Roy de la ligne de tramway T 3a, comprend en 2023 une majorité de terrains vagues qui font l'objet d'un projet d'aménagement urbain, la ZAC Bercy-Charenton.
- dans sa partie nord-est par des installations ferroviaires établies dès la création de la ligne Paris à Lyon en 1847, gare de marchandises de Paris-Bercy, dépôt du Charolais et ateliers d'entretien sur le parc de l'ancienne Folie-Rambouillet, remplacés au cours des années 1920 par les messageries du Charolais.
- entre la rue Villiot, la rue de Bercy, le boulevard de Bercy et le quai de la Rapée, le terrain nommé Clos Saint-Bonnet au XVIIIe siècle où s'étaient établis en 1828 les magasins des fourrages militaires, remplacés par le Ministère des anciens combattants vers 1920 puis par le Ministère de l'économie et des Finances en 1989.

Par la loi du 16 juin 1859, la commune de Bercy (jusque-là indépendante) est dissoute et son territoire partagé entre les villes de Paris et Charenton.
Le quartier de Bercy est constitué le 3 novembre 1859 par la fusion d'une partie de l'ancienne commune de Bercy et d'une partie de l'ancien 8e arrondissement de Paris (au nord du boulevard de Bercy).
À la fin du XXe siècle, la restructuration et la rénovation du quartier, la « ZAC Bercy », sonneront le glas des entrepôts mais leur souvenir perdure dans le parc qui les a remplacés et jusque dans le nom de la station de métro qui le dessert : Cour Saint-Émilion. Leur architecture, qui faisait l’identité du quartier, a également inspiré la création d’une zone commerciale et de loisirs, Bercy Village, avec ses boutiques et ses terrasses. À l’est de cette zone a été aménagé un quartier d'affaires organisé autour de la place des Vins-de-France.
La ZAC de Bercy est ainsi réalisée par la Société d'économie mixte de l'est de Paris (SEMAEST), en réponse aux objectifs du plan Programme de l'est de Paris de 1987 : la réalisation de logements (sociaux et pour classes moyennes), l’amélioration de l’infrastructure publique, la création de sites pour les secteurs secondaire et tertiaire et l’aménagement d’un terrain en friche. Elle s’étale entre la commune de Charenton-le-Pont (au sud), la gare de Lyon (au nord), la place Daumesnil (à l’est) et à l’ouest la Seine et le secteur Paris Rive Gauche.

## Bâtiments remarquables et lieux de mémoire

Carte
Vue aérienne

Le quartier, entièrement réhabilité à partir des années 1980, abrite essentiellement des constructions modernes :
- l'immeuble du ministère de l'Économie, des Finances et de l'Industrie, appelé également par métonymie Bercy ;
- l'Accor Arena (anciennement Bercy Arena) ;
- la Gare de Paris-Bercy-Bourgogne-Pays d'Auvergne ;
- le parc de Bercy sur l'emplacement des anciens chais ;
- la nouvelle Cinémathèque française de Bercy (au 51, rue de Bercy) ;
- l'immeuble Lumière (anciennement immeuble Zeus), plus grand bâtiment privé de Paris (au 40, avenue des Terroirs-de-France) ;
- le musée des Arts forains (au 53, avenue des Terroirs-de-France) ;
- le cinéma multiplexe UGC Ciné Cité Bercy (au 2, cour Saint-Émilion) ;
- Bercy Village.

### Lieux de culte
- Église Notre-Dame-de-la-Nativité de Bercy

### Cimetières
- Cimetière Valmy, propriété de la ville de Charenton-le-Pont